# Giuseppe Colasanti

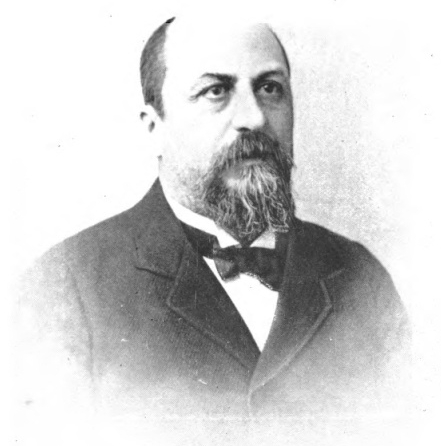
Giuseppe Colasanti

Giuseppe Colasanti (* 21. Januar 1846 in Civita Castellana; † 2. Januar 1903 in Rom) war ein italienischer Physiologe und Pharmakologe und Professor an der Universität Rom.

## Leben und Leistungen
Nach dem Studium der Medizin in Rom wirkte Giuseppe Colasanti ab 1871 am anatomischen Institut der Universität Messina unter Francesco Tòdaro und ab 1874 am anatomischen Laboratorium unter Franz Boll. Durch ein Stipendium konnte er ab 1876 eine längere Studienreise antreten, die ihn durch Europa führte: ans chemisch-physiologische Labor von Felix Hoppe-Seyler in Straßburg, ans physiologische Labor von Eduard Pflüger in Bonn und nach Wien ans pathologische Institut von Salomon Stricker. Zurückgekehrt nach Rom wurde er Professor für Physiologie und übernahm die Lehrtätigkeit von Franz Boll in Anatomie und vergleichender Physiologie, als dieser 1879 wegen Krankheit abwesend war und noch im selben Jahr starb.
1880 wurde Colasanti zum Professor für Physiologie an der Universität Camerino ernannt, kehrte aber bereits 1881 zurück nach Rom um physiologische Chemie am physiologischen Institut unter der Leitung von Jakob Moleschott zu unterrichten. Nach dem Tod von Francesco Scalzi im Jahr 1890 übernahm er dazu noch die Vorlesungen in Pharmakologie und wurde erst 1897 zum ordentlichen Professor ernannt. In dieser Zeit widmete er sich besonders der experimentellen Pharmakologie und dem Aufbau des pharmakologischen Instituts der Universität Rom. Daneben gab er auch Vorlesungen in Histologie und pathologischer Chemie.
Am 29. April 1897 wurde er in die Leopoldina aufgenommen.